# Mariano Martínez
Mariano Martínez (Burgos, 20 de setembre de 1948) és un ciclista espanyol de naixement, però nacionalitzat francès el 20 de desembre de 1963 ja retirat, professional entre 1971 i 1982. És el pare dels també ciclistes Miguel Martinez i Yannick Martinez i avi de Lenny Martinez.
Els seus principals èxits esportius els aconseguí al Tour de França, on guanyà dues etapes, el 1978 i 1980, i el Gran Premi de la Muntanya de 1978. El 1974 guanyà la medalla de bronze al mundial de ciclisme.

## Palmarès
- 1968
  - Vencedor d'una etapa de la Ruta de França
- 1969
  - Vencedor d'una etapa de la Ruta de França
- 1970
  - 1r al Tour Nivernais Morvan i vencedor de 3 etapes
- 1974
  - Medalla de bronze al mundial de ciclisme
  - Vencedor d'una etapa del Midi Libre
- 1977
  - Vencedor d'una etapa de l'Etoile de Bessèges
- 1978
  - 1r a Lamballe
  - Vencedor d'una etapa al Tour de França. 1r del Gran Premi de la Muntanya
  - Vencedor d'una etapa del Circuit de La Sarthe
- 1980
  - Vencedor d'una etapa al Tour de França
  - Vencedor d'una etapa al Tour del Llemosí
- 1981
  - Vencedor d'una etapa del Midi Libre

### Resultats al Tour de França
- 1971. 31è de la classificació general
- 1972. 6è de la classificació general
- 1973. 12è de la classificació general
- 1974. 8è de la classificació general
- 1975. 14è de la classificació general
- 1976. 42è de la classificació general
- 1978. 10è de la classificació general. Vencedor d'una etapa. 1r del Gran Premi de la Muntanya
- 1979. 16è de la classificació general
- 1980. 32è de la classificació general. Vencedor d'una etapa
- 1981. 15è de la classificació general

### Resultats a la Volta a Espanya
- 1977. 41è de la classificació general

### Resultats al Giro d'Itàlia
- 1977. 27è de la classificació general